# إيرل واتسون
إيرل واتسون (بالإنجليزية: Earl Watson)‏ مواليد 12 يونيو 1979 في كانساس سيتي، هو لاعب كرة سلة أمريكي سابق أصبح مدرباً بدأ مسيرته الاحترافية في سنة 2001 يدرب فريق فينيكس صنز في الرابطة الوطنية لكرة السلة. يبلغ طوله 6 قدم 1 بوصة (1.9 م). اعتزل اللعب في 2014.

## فرق لعب لها
- ميمفيس غريزليس
- دنفر ناغتس
- أوكلاهوما سيتي ثاندر
- إنديانا بايسرز
- يوتاه جاز
- بورتلاند ترايل بلايزرز

## روابط خارجية
- إيرل واتسون على موقع إن بي أي (الإنجليزية)
- إيرل واتسون على موقع سبورتس رفرنس (الإنجليزية)
- إيرل واتسون على موقع كرة السلة الأوروبية.كوم (الإنجليزية)
- إيرل واتسون على موقع DraftExpress.com (الإنجليزية)
- إيرل واتسون على موقع كلية كرة السلة في سبورتس رفرنس.كوم (الإنجليزية)
- إيرل واتسون على موقع ريلجم (الإنجليزية)
- إيرل واتسون على موقع بروبوليرز (الإنجليزية)
- إيرل واتسون على موقع سبورتس رفرنس (الإنجليزية)